# K-47戰鬥機
K-47是由德國容克斯工程師卡洛．普羅茲和赫曼因．普爾曼共同研發設計的雙座戰鬥兼對地攻擊機（最初以A-48民用飛機來作掩飾），但由於當時的凡爾賽條約限制而改在瑞典生產，但此機後來卻成為在第二次世界大戰當中很有名的Ju 87俯衝轟炸機。

## 基本資料
- 乘員:2人（飛行員和後座機槍手）
- 機長:8.55米
- 翼展:12.4米
- 機高:2.4米
- 空重:1,050公斤
- 載重:1,635公斤
- 翼面積:22.8平方米
- 最快時速:300公里/小時
- 航程:490公里
- 昇限:4,250米
- 爬昇率:15米/秒
- 發動機:1具BMW授權生產的美國普惠黃蜂式風冷發動機(590匹馬力)
- 武裝:機頭1支7.92毫米口徑風冷式MG08重機槍+後座1支相同的機槍+翼下兩個50公斤炸彈

## 設計特點
K-47戰鬥機是一款全金屬製低單翼戰鬥機，機身為半硬殼式橢圓形橫切面，機翼為為薄翼弦之容式傳統衍梁組架金屬張臂式，為加強結構強度而在機翼下方有V字形支架，機尾為免阻礙後座機槍手瞄準開火而採用H字形設計，駕駛艙為開放式並有前座飛行員和後座機槍手總共兩個座位，起落架為固定式並有液壓減震器，總的來說，K-47以1930年代的標準來說是一款很先進的飛機，故一推出容克斯就派其到世界各國做飛行表演和邀請包含日本在內的各國武官到瑞典考察，但結果各國皆認為K-47的雙座設計不及單座戰鬥機而無下訂單，但德國自己卻買了3架並運往蘇聯祕密軍事基地李比斯克做戰術研究，最後引致Ju 87俯衝轟炸機的誕生。

## 實戰

### 中國戰場
民國20年（1931年）5月，國民政府航空署長黃秉衡奉命往德國購買7架K-47並僱用德國教官來華任教，同時廣東空軍也買了3架，這些K-47參加了在1932年的一二八上海事變。
1932年1月28日，日本軍方為了轉移國際間對因為九一八事變而對中國東北的關注，故借在上海因為日本僧人受到襲擊而對駐上海北閘的國軍第19路軍發動進攻，史稱一二八上海事變，日本海軍的兩艘航空母艦加賀號和鳳翔號以及水上飛機母艦能登呂號趕到上海參戰。
2月5日清晨，中國空軍第6大隊從南京明故宮機場來到上海虹橋機場，準備加油和上彈之際，來自日軍鳳翔號航空母艦的3架三式艦上戰鬥機和2架十三式艦上攻擊機趕來，故全隊9架飛機立即起飛迎戰。
黃毓沛隊長和黃國聰機槍手的K-47首先和想從後上方來襲的3架日軍三式艦戰相遇，黃國聰以機槍打退日機，這是國軍K-47的首戰，當中雙方都並無輸贏。
2月26日剛天亮，在喬司機場的中國空軍飛機在準備起飛之際突然有15架日機來犯，這是加賀號的9架十三式艦上攻擊機和鳳翔號的6架三式艦上戰鬥機，中國空軍航空第2隊隊長石邦藩和機槍手沈延世的K-47首先昇空迎敵，之後航空第6隊的2架K-47等中國飛機也相繼起飛，石邦藩駕駛的K-47在得到高度優勢後對日機編隊進行了3次俯衝攻擊並打下了兩架日機，突然天空又出現了9架日機並圍著石邦藩的K-47，這時後座機槍手沈延世的機槍卡彈而石邦藩的前部機槍已射光了子彈，由於敵眾我寡，石邦藩的K-47不停受到日機子彈攻擊，當中一顆子彈打中了石邦藩左手臂，由於兩人起飛時都無帶備降落傘，石邦藩唯有駕著此K-47緊急降落在水田當中，擊落他們的是一架由渥美信一大尉駕駛的三式艦戰，此架三式艦戰還繼續低飛掃射，石邦藩和沈延世躲在發動機下面才無被子彈打死，石邦藩獲救後因為左手臂的傷口中毒而要把左手切除並放入灌滿防腐液的標本瓶內保存。

## 使用國家
- 德国(設計國)
- 瑞典(生產國)
- 苏联
- 中華民國

## 外部連結
- 「一二八」淞滬事變中我國所使用的幾種戰機